# Mackenheim (Abtsteinach)
Mackenheim ist der kleinste Ortsteil der Gemeinde Abtsteinach im südhessischen Landkreis Bergstraße.

## Geographische Lage
Mackenheim liegt im Odenwald in einem hochgelegenen Nebental des Mörlenbachs und besteht im Kern aus vier großen verstreut liegenden landwirtschaftlichen Gehöften, zwischen denen einige Wohnbebauung entstanden ist. Am unteren Ende des Mackenheimer Tales, im Norden der Gemarkung, führt über die Ortstraße ein Eisenbahnviadukt aus Sandstein der stillgelegten Überwaldbahn. Hier liegt ein Steinbruch zur Gewinnung von Granit, Migmatit und Biotitgneis.

## Geschichte

### Ortsgeschichte
Mackenheim entstand im Gebiet der ehemaligen Mark Heppenheim die einen Verwaltungsbezirk des Frankenreichs bezeichnete. Am 20. Januar 773 schenkte Karl der Große die Stadt Heppenheim nebst dem zugehörigen Bezirk, der ausgedehnten Mark Heppenheim, dem Reichskloster Lorsch. Von hier wurde die Urbarmachung und Besiedlung des Gebietes betrieben. Der Blütezeit des Klosters Lorsch, in dessen Gebiet Abtsteinach lag, folgte im 11. und 12. Jahrhundert sein Niedergang. 1232 wurde das Kloster dem Erzbistum Mainz unterstellt. 1461 verpfändet Kurmainz infolge der Mainzer Stiftsfehde diese Besitzungen an die Kurpfalz. Diese wechselte 1556 zum protestantischen Glauben und hob 1564 das Kloster auf.
Der Ort Mackenheim wurde 1654 als Teil der Zent Mörlenbach, einem grundherrschaftliche Verwaltungs- und Gerichtsbezirk, genannt. Es bestand damals aus 4 1⁄2 Huben, wovon eine 1⁄2 Hube in Schnorrenbach lag. Bereits aus dem Jahr 1488 sind Unterlagen erhalten, in denen von Abgaben des Ortes an das Schloss Lindenfels berichtet wurde.
Mit der Verpfändung der Kurmainzer Besitzungen an der Bergstraße und im Odenwald 1461 begann die Zeit der kurpfälzischen Herrschaft, die durch den Dreißigjährigen Krieg (1618–1648) beendet wurde, als spanische Truppen die Region eroberten und die Kurmainzer Herrschaft wieder herstellten. Dadurch wurde die durch die Pfalzgrafen eingeführte Reformation weitgehend wieder rückgängig gemacht und die Bevölkerung musste wieder zum katholischen Glauben zurückkehren. 1654 war Mackenheim Teil der Pfarrei Mörlenbach.
Als es 1782 zu einer Umstrukturierung im Bereich des Kurmainzer Amtes Starkenburg kam, wurde der Bereich des Amtes in die vier untergeordnete Amtsvogteien Heppenheim, Bensheim, Lorsch und Fürth aufgeteilt und das Amt in Oberamt umbenannt.
Die Zente Abtsteinach, Fürth und Mörlenbach, wo Mackenheim lag, wurden der Amtsvogtei Fürth unterstellt und musste ihre Befugnisse weitgehend abgeben. Zwar blieb die Zentordnung mit dem Zentschultheiß formal bestehen, dieser konnte jedoch nur noch die Anordnungen der übergeordneten Behörden (Oberamt Starkenburg, Unteramt Fürth) ausführen. Das „Oberamt Starkenburg“ gehörte verwaltungsmäßig zum „Unteren Erzstift“ des Kurfürstentums Mainz.
Das ausgehende 18. und beginnende 19. Jahrhundert brachte Europa weitreichende Änderungen. Infolge der Napoleonischen Kriege wurde das Heilige Römische Reich (Deutscher Nation) durch den Reichsdeputationshauptschluss von 1803 neu geordnet und hörte mit der Niederlegung der Reichskrone am 6. August 1806 auf zu bestehen. Durch diese Neuordnung und Auflösung von Kurmainz kam das Oberamt Starkenburg und mit ihm Mackenheim zur Landgrafschaft Hessen-Darmstadt, die 1806 in dem ebenfalls auf Druck Napoleons gebildeten Großherzogtum Hessen aufging.
Mit der Veröffentlichung in der Großherzoglich Hessischen Zeitung No. 47 vom Jahr 1812 wurden die beiden Zenten Mörlenbach und Abtsteinach dem „Amt Waldmichelbach“ unterstellt. Dieses Amt ging aus der vormals Kurpfälzischen „Zent Waldmichelbach“ des Oberamtes Lindenfels hervor und war ebenfalls 1803 zu Hessen gekommen. Es wurde 1812 aufgelöst und dessen Amtsbereich wurde in mehrere Ämter aufgeteilt.
Durch die 1821/22 durchgeführte Verwaltungsreform im Großherzogtum Hessen wurden Landratsbezirke eingeführt und Mackenheim kam zum
Landratsbezirk Lindenfels. Auch die Administrative Verwaltung auf Gemeindeebene wurde neu geregelt und Mackenhaim wurde durch die Bürgermeisterei in Weiher verwaltet.
Entsprechend der Gemeindeverordnung vom 30. Juni 1821 gab es keine Einsetzungen von Schultheißen mehr, sondern einen gewählten Ortsvorstand, der sich aus Bürgermeister, Beigeordneten und Gemeinderat zusammensetzte.
Die im Dezember 1852 aufgenommenen Bevölkerungs- und Katasterlisten ergaben für Mackenheim: Ein katholisches Filialdorf, wozu die Schnorrenbacher Höfe gehören, mit 69 Einwohnern. Die Gemarkung bestand aus 782 Morgen, davon waren 426 Morgen Ackerland, 106 Morgen Wiesen und 222 Morgen Wald.
In den Statistiken des Großherzogtums Hessen werden, bezogen auf Dezember 1867, für das Filialdorf Mackenheim mit der Bürgermeisterei in Ober-Abtsteinach, 11 Häuser, 85 Einwohnern, der Kreis Lindenfels, das Landgericht Wald-Michelbach, die evangelisch Pfarrei Wald-Michelbach des Dekanats Lindenfels und die katholische Pfarrei Ober-Abtsteinach des Dekanats Heppenheim, angegeben.
In Hessen gehörte Mackenheim durch eine Reihe von Verwaltungsreformen zum Landratsbezirk Lindenfels, sowie den Kreisen Lindenfels und Heppenheim, bis es 1938 zum heutigen Landkreis Bergstraße kam; dabei durchlief Mackenheim die gleiche Verwaltungsgeschichte wie Abtsteinach.
Im Jahr 1961 wurde die Gemarkungsgröße mit 268 ha angegeben, davon waren 104 ha Wald.
Hessische Gebietsreform (1970–1977)
Am 31. Dezember 1971 entstand im Zuge der Gebietsreform in Hessen die Gemeinde Abtsteinach durch den freiwilligen Zusammenschluss der bis dahin selbständigen Gemeinden Ober-Abtsteinach, Unter-Abtsteinach und Mackenheim. Sitz der Gemeindeverwaltung wurde Ober-Abtsteinach. Ortsbezirke nach der Hessischen Gemeindeordnung wurden nicht eingerichtet.
Wenig später, am 1. August 1972, wurde der bis dahin zur Gemarkung Mackenheim gehörende Weiler Schnorrenbach, der als Exklave jenseits des westlichen Nachbarortes Vöckelsbach liegt, durch das Gesetz zur Neugliederung des Landkreises Bergstraße in die Gemeinde Birkenau eingegliedert.

### Historische Beschreibungen
Die Historisch-topographisch-statistische Beschreibung des Fürstenthums Lorsch, oder Kirchengeschichte des Oberrheingaues berichte 1812 über Mackenheim als Teil der Zent Mörlenbach:

„Mackenheim, ein Dorf von 5 Höfen mit 56 Selen. 1 Stunde von Mörlenbach entlegen. In beiden letzteren Orten (Mackenheim und Schnorrbach) hat die Oberschaffnerei Lorsch nur ½ vom Zehenden.“

Die Statistisch-topographisch-historische Beschreibung des Großherzogthums Hessen berichtet 1829 über Mackenheim:

„Mackenheim (L. Bez. Lindenfels) kath. Filialdorf liegt, 2 1⁄2 St. von Lindenfels und hat 7 Häuser und 58 kath. Einw. Der Ort kam 1802 von Mainz an Hessen.“

Im Neuestes und gründlichstes alphabetisches Lexicon der sämmtlichen Ortschaften der deutschen Bundesstaaten von 1845 finden sich folgender Eintrag:

„Mackenheim b. Lindenfels. — Dorf, zur evangel. Pfarrei Waldmichelbach, resp. kathol. Pfarrei Abt-Steinach gehörig. — 7 H. 58 kathol. E. – Großherzogth. Hessen. — Provinz Starkenburg. — Kreis Heppenheim. — Landgericht Fürth. — Hofger. Darmstadt. — Das Dorf Mackenheim gehörte früher zu Churmainz, von welchem es im J. 1802 an Hessen gekommen ist.“

### Verwaltungsgeschichte im Überblick
Die folgende Liste zeigt die Staaten und Verwaltungseinheiten, denen Mackenheim angehört(e):
- vor 1782: Heiliges Römisches Reich, Kurfürstentum Mainz, Amt Starkenburg (1461–1650 an Kurpfalz verpfändet), Zent Mörlenbach
- ab 1782: Heiliges Römisches Reich, Kurfürstentum Mainz, Unteres Erzstift, Oberamt Starkenburg, Amtsvogtei Fürth
- ab 1803: Heiliges Römisches Reich, Landgrafschaft Hessen-Darmstadt,[Anm. 2] Fürstentum Starkenburg, Amt Fürth
- ab 1806: Großherzogtum Hessen,[Anm. 3] Fürstentum Starkenburg, Amt Fürth[14]
- ab 1812: Großherzogtum Hessen, Fürstentum Starkenburg, Amt Waldmichelbach
- ab 1815: Großherzogtum Hessen[Anm. 4], Provinz Starkenburg, Amt Waldmichelbach
- ab 1821: Großherzogtum Hessen, Provinz Starkenburg, Landratsbezirk Lindenfels[Anm. 5]
- ab 1832: Großherzogtum Hessen, Provinz Starkenburg, Kreis Lindenfels
- ab 1848: Großherzogtum Hessen, Regierungsbezirk Heppenheim
- ab 1852: Großherzogtum Hessen, Provinz Starkenburg, Kreis Lindenfels
- ab 1871: Deutsches Reich,[Anm. 6] Großherzogtum Hessen, Provinz Starkenburg, Kreis Lindenfels
- ab 1874: Großherzogtum Hessen, Provinz Starkenburg, Kreis Heppenheim
- ab 1918: Deutsches Reich, Volksstaat Hessen,[Anm. 7] Provinz Starkenburg, Kreis Heppenheim
- ab 1938: Deutsches Reich (Weimarer Republik), Volksstaat Hessen, Landkreis Bergstraße[15][Anm. 8]
- ab 1945: Amerikanische Besatzungszone,[Anm. 9] Groß-Hessen, Regierungsbezirk Darmstadt, Landkreis Bergstraße
- ab 1946: Amerikanische Besatzungszone, Land Hessen, Regierungsbezirk Darmstadt, Landkreis Bergstraße
- ab 1949: Bundesrepublik Deutschland, Land Hessen, Regierungsbezirk Darmstadt, Landkreis Bergstraße
- ab 1972: Bundesrepublik Deutschland, Land Hessen, Regierungsbezirk Darmstadt, Landkreis Bergstraße, Gemeinde Abtsteinach[Anm. 10]

### Gerichtliche Zugehörigkeit
Mit Einrichtung der Landgerichte im Großherzogtum Hessen war ab 1821 das Landgericht Fürth das Gericht erster Instanz.
Durch die Verwaltungsreformen von 1832, 1848 und zuletzt 1852 hatten sich nicht nur die Bezeichnungen der Verwaltungsbezirke, sondern auch deren Grenzen geändert. Um das wieder anzugleichen, revidierte das Großherzogtum 1853 in den Provinzen Starkenburg und Oberhessen umfassend die Zuständigkeitsbereiche der Gerichte. In der Folge wechselte zum Landgericht Waldmichelbach.
Anlässlich der Einführung des Gerichtsverfassungsgesetzes mit Wirkung vom 1. Oktober 1879, infolge derer die bisherigen großherzoglich hessischen Landgerichte durch Amtsgerichte an gleicher Stelle ersetzt wurden, während die neu geschaffenen Landgerichte nun als Obergerichte fungierten, wurde nun das Amtsgericht Wald-Michelbach im Bezirk des Landgerichts Darmstadt zuständig.
1943 wurde der Amtsgerichtsbezirk Wald-Michelbach kriegsbedingt vorübergehend aufgelöst, dem Amtsgericht Fürth zugeordnet und dort als Zweigstelle geführt, was nach dem Krieg wieder rückgängig gemacht wurde. Zum 1. Juli 1968 wurde dann das Amtsgericht Wald-Michelbach endgültig aufgelöst. Dabei kam Mackenheim in die Zuständigkeit des ehemaligen Amtsgerichts Hirschhorn, das gleichzeitig eine Außenstelle des Amtsgerichts Fürth wurde. Die Außenstelle wurde 2003 aufgelöst.

## Bevölkerung

### Einwohnerstruktur 2011
Nach den Erhebungen des Zensus 2011 lebten am Stichtag dem 9. Mai 2011 in Mackenheim 150 Einwohner. Darunter waren 3 (2,0 %) Ausländer.
Nach dem Lebensalter waren 27 Einwohner unter 18 Jahren, 57 waren zwischen 18 und 49, 39 zwischen 50 und 64 und 30 Einwohner waren älter.
Die Einwohner lebten in 63 Haushalten. Davon waren 15 Singlehaushalte, 24 Paare ohne Kinder und 21 Paare mit Kindern, sowie 3 Alleinerziehende und keine Wohngemeinschaften. In 12 Haushalten lebten ausschließlich Senioren und in 39 Haushaltungen leben keine Senioren.

### Einwohnerentwicklung
| • 1806: | 63 Einwohner, 5 Häuser |
| • 1812: | 56 Seelen, 5 Höfe      |
| • 1829: | 58 Einwohner, 7 Häuser |

| Mackenheim: Einwohnerzahlen von 1806 bis 2011 | Mackenheim: Einwohnerzahlen von 1806 bis 2011 | Mackenheim: Einwohnerzahlen von 1806 bis 2011 | Mackenheim: Einwohnerzahlen von 1806 bis 2011 | Mackenheim: Einwohnerzahlen von 1806 bis 2011 |
| --- | --------------------------------------------- | --------------------------------------------- | --------------------------------------------- | --------------------------------------------- |
| Jahr |                                               |                                               |                                               | Einwohner                                     |
| 1806 | 1806                                          |                                               | 63                                            | 63                                            |
| 1812 | 1812                                          |                                               | 56                                            | 56                                            |
| 1829 | 1829                                          |                                               | 58                                            | 58                                            |
| 1834 | 1834                                          |                                               | 100                                           | 100                                           |
| 1840 | 1840                                          |                                               | 97                                            | 97                                            |
| 1846 | 1846                                          |                                               | 105                                           | 105                                           |
| 1852 | 1852                                          |                                               | 91                                            | 91                                            |
| 1858 | 1858                                          |                                               | 108                                           | 108                                           |
| 1864 | 1864                                          |                                               | 110                                           | 110                                           |
| 1871 | 1871                                          |                                               | 112                                           | 112                                           |
| 1875 | 1875                                          |                                               | 101                                           | 101                                           |
| 1885 | 1885                                          |                                               | 115                                           | 115                                           |
| 1895 | 1895                                          |                                               | 105                                           | 105                                           |
| 1905 | 1905                                          |                                               | 92                                            | 92                                            |
| 1910 | 1910                                          |                                               | 84                                            | 84                                            |
| 1925 | 1925                                          |                                               | 99                                            | 99                                            |
| 1939 | 1939                                          |                                               | 85                                            | 85                                            |
| 1946 | 1946                                          |                                               | 128                                           | 128                                           |
| 1950 | 1950                                          |                                               | 123                                           | 123                                           |
| 1956 | 1956                                          |                                               | 109                                           | 109                                           |
| 1961 | 1961                                          |                                               | 147                                           | 147                                           |
| 1967 | 1967                                          |                                               | 187                                           | 187                                           |
| 1980 | 1980                                          |                                               | ?                                             | ?                                             |
| 1990 | 1990                                          |                                               | ?                                             | ?                                             |
| 2000 | 2000                                          |                                               | ?                                             | ?                                             |
| 2011 | 2011                                          |                                               | 150                                           | 150                                           |
| Datenquelle: Historisches Gemeindeverzeichnis für Hessen: Die Bevölkerung der Gemeinden 1834 bis 1967. Wiesbaden: Hessisches Statistisches Landesamt, 1968. Weitere Quellen: LAGIS; Zensus 2011 |                                               |                                               |                                               |                                               |

### Historische Religionszugehörigkeit
| • 1829: | 58 katholische (= 100 %) Einwohner                                |
| • 1961: | 30 evangelische (= 20,41 %), 82 katholische (= 55,78 %) Einwohner |

## Verkehr
Mackenheim wird für den überörtlichen Verkehr nur durch die kurvenreiche Kreisstraße K 18 erschlossen. Nach Süden führt sie bis Ober-Abtsteinach hinauf und in nördliche Richtung nach Mörlenbach hinunter. Durch den Nordzipfel der Gemarkung führt ein kurzes Stück der stillgelegten, aber denkmalgeschützten Überwaldbahn mit dem Mackenheimer Viadukt und dem Mackenheimer Tunnel.